# Inmigración francesa en Chile
La inmigración francesa es una de las inmigraciones europeas más importantes en Chile.tanto, durante el periodo colonial, provenientes de Saint Malo, Bretaña.  Y durante la era independiente, solo entre 1840 y 1920, se estima que entre 25 000 a 30 000 franceses emigraron a Chile. En la actualidad,  y tras un siglo y medio desde aquel influjo, sus descendientes se estiman entre 500 000 y 800 000 personas.

## Historia

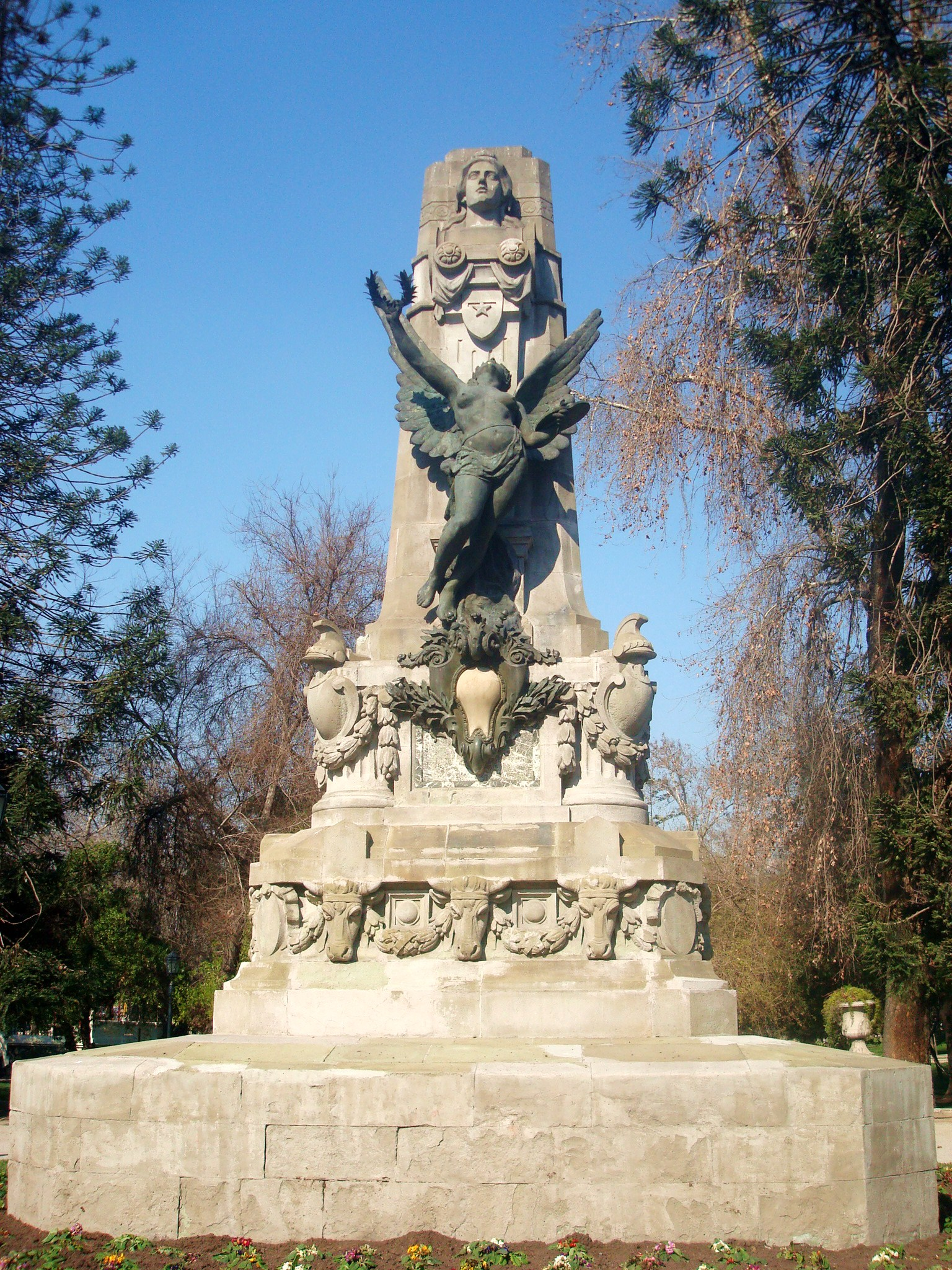
El «Monumento de la Colonia Francesa al Centenario de Chile», ubicado en el Parque Forestal de Santiago frente al Museo Nacional de Bellas Artes.

Francia tuvo un papel importante en el descubrimiento y ocupación del continente americano. Sin embargo, las costas chilenas no fueron un destino frecuente entre los viajeros franceses en la conquista. Según señala Diego de Rosales, el capellán de la expedición de Magallanes (1520) era francés; pero por un intento de rebelión fue abandonado, junto con otros castellanos, cerca del río Santa Cruz, en plena Patagonia. Más tarde fue recogido por una nave desertora de la misma expedición y llevado de vuelta a España. Y este mismo autor señala que el primer francés efectivamente llegado a Chile no fue un capellán, sino un herbolario.
El historiador Armando Cartes Montory, señala que las razones de la escasa presencia francesa en la conquista pueden presumirse. Francia siempre fue un adversario y varias veces enemigo, en guerras declaradas. A lo cual debe agregarse el monopolio comercial. 
De manera más sustancial, los franceses llegaron a Chile a comienzos del siglo XVIII, como colonos, luego que Carlos II, Rey de España, designara a Felipe de Anjou como su sucesor. Con el ascenso de los Borbones al trono español, se abrirían los puertos de las Indias a las naves francesas, y ello traería el avencindamiento de franceses en Chile. La mayor parte de los que establecieron familias en Chile provenían del puerto de Saint-Malo en la Bretaña, y entre ellos hay que contar a Francisco Bascur, Diego Biloubrun (Vilugron), Francisco de la Cervelle, Juan Bautista Christy de la Pallière (Cristi), José Droguett, Pedro de la Fermandois, Antonio Gac, Tomás de l'Hotelier (Letelier), Juan Francisco Briand de la Morigandais (Morandé), Guillermo Pinochet, Nicolás de Pradel. Más tarde, en el siglo XIX se avecindaron franceses para trabajar en las haciendas del valle central, la base de origen del mundialmente famoso vino chileno. La Región de la Araucanía también tiene un número importante de personas de ascendencia francesa, ya que la zona acogió colonos europeos, quienes llegaron en la segunda mitad del siglo XIX como los agricultores y los comerciantes, aunque éstos algunas veces son confundidos con los colonos suizos llegados masivamente desde la Suiza francesa. Con semejante cultura latina, los inmigrantes franceses rápidamente se asimilaron en la sociedad chilena dominante.
De 1840 a 1940, casi 20 000 franceses emigraron a Chile, 80 % de ellos procedían de suroeste de Francia, especialmente de los departamentos hoy llamados Pirineos Atlánticos (Béarn e Iparralde), Gironde, Charente-Maritime y Charente y regiones situadas entre Gers y Dordogne.
La mayoría de los inmigrantes franceses se establecieron en el país entre 1875 y 1895. Entre octubre de 1882 y diciembre de 1897, 8413 franceses se establecieron en Chile, que constituyen el 23 % de los inmigrantes (en cuarto lugar después de que los españoles, croatas y alemanes) de este período. En 1863, 2650 ciudadanos franceses se registraron en Chile.[cita requerida] Al final del siglo eran casi 40 000.[cita requerida] De acuerdo con el censo de 1865, de los 21 982 extranjeros establecidos en Chile (unos 11 800 eran europeos), y de estos 2483 eran franceses, la cuarta mayor comunidad en el país después de que los argentinos (8423), los alemanes (3876) y los ingleses (2818). En 1875, la comunidad llegó a 3314 miembros, el 4 % de los casi 85 000 extranjeros establecidos en el país. En 1907, 9800 franceses vivían en Chile, el 7 % de los 149 400 franceses que vivían en América Latina.
Durante la Segunda Guerra Mundial, un grupo de más de 10 000 chilenos de ascendencia francesa —la mayoría tenía parientes franceses— se unió a las Fuerzas Francesas Libres y luchó contra la Alemania nazi que había ocupado Francia.
Los apellidos de origen francés ocupan el 5.º lugar de frecuencia en Chile después de los de origen español, germano, portugués e italiano.
La Unión de Franceses de Chile (l’Union des Français du Chili) es una de las principales organizaciones que reúne a emigrantes franceses, descendientes de franceses y chilenos francófonos en general. Otra organización franco-chilena es la Cuarta Compañía del Cuerpo de Bomberos de Santiago "Pompe France", que fue fundada en 1863 por la colonia francesa residente en la capital chilena, conservando aún tradiciones francesas.

## Legado
El pintor francés Raymond Monvoisin vivió en Chile desde 1842 hasta 1854 y fundó la Academia de Bellas Artes de Santiago. El arquitecto francés François Brunet de Baines fundó la primera escuela de la ciudad de la arquitectura.